# Gustav Levin
Tor Gustav Ebbe Levin (født 10. september 1952 i Sigtuna) er en svensk skuespiller. Han studerede på Skara Skolscen og senere ved Teaterhögskolan i Stockholm. Levin har sin karriere tilknyttet flere forskellige teatre, herunder Norrbottensteatern og Uppsala stadsteater.
På tv har Gustav Levin for eksempel medvirket i serierne Tre kärlekar, Rederiet, Skærgårdsdoktoren, Beck og Savnet, ligesom han også har været aktiv i flere film.

## Udvalgt filmografi
- Venus 90 (1988)
- Tre kärlekar (tv-serie, 1989-1991)
- Storstadsliv (tv-serie, 1992)
- Rederiet (tv-serie, 1993-1994)
- Skærgårdsdoktoren (tv-serie, 1997)
- Under ytan (1997)
- Hamilton (1998)
- Offside (2006)
- Beck (tv-serie, 2007)
- Ankomsten (kortfilm, 2008)
- Cockpit (2012)
- Hypnotisøren (2012)
- Mord i Skærgården (tv-serie, 2012)
- Sune i Grækenland (2012)
- En forbandet god jul (2015)
- Savnet (tv-serie, 2017)
- Maria Wern (tv-serie, 2021)
- Kongens hemmelige elsker (tv-serie, 2021)